# ハウス食品グループ本社
ハウス食品グループ本社株式会社（はうすしょくひんぐるーぷほんしゃ、英: House Foods Group Inc.）は東京都千代田区に東京本社、大阪府東大阪市に大阪本社（登記上の本店は東大阪市）を置く持株会社。

## 概要
参照：
1913年（大正2年）、創業者の浦上靖介が現在の大阪市で開いた「浦上商店」を源流とする。1926年（大正15年/昭和元年）には粉末カレーの製造販売を開始し、その2年後の1928年（昭和3年）にオリジナルブランドの「ハウスカレー」が誕生した。
第二次世界大戦終戦後の1947年（昭和22年）6月7日、株式会社浦上糧食工業所として法人化のうえ、戦後の再スタートを切る。その後の1993年（平成5年）10月、初代ハウス食品株式会社に社名を改め、2013年（平成15年）10月1日には持株会社体制に移行するとともに、現在の社名に再度変更した（後述）。
ハウス食品やハウスウェルネスフーズなどを傘下に有し、特にカレールウメーカーとしては国内首位の規模を誇る。東証プライム市場の上場企業。

### 拠点
ハウス食品グループ本社は子会社の2代目ハウス食品と同様に、東京と大阪に本社機能を分散させている。
|          | 所在地                             | 備考               |
| -------- | ---------------------------------- | ------------------ |
| 大阪本社 | 大阪府東大阪市御厨栄町一丁目5番7号 | 登記上の本店所在地 |
| 東京本社 | 東京都千代田区紀尾井町6番3号       |                    |

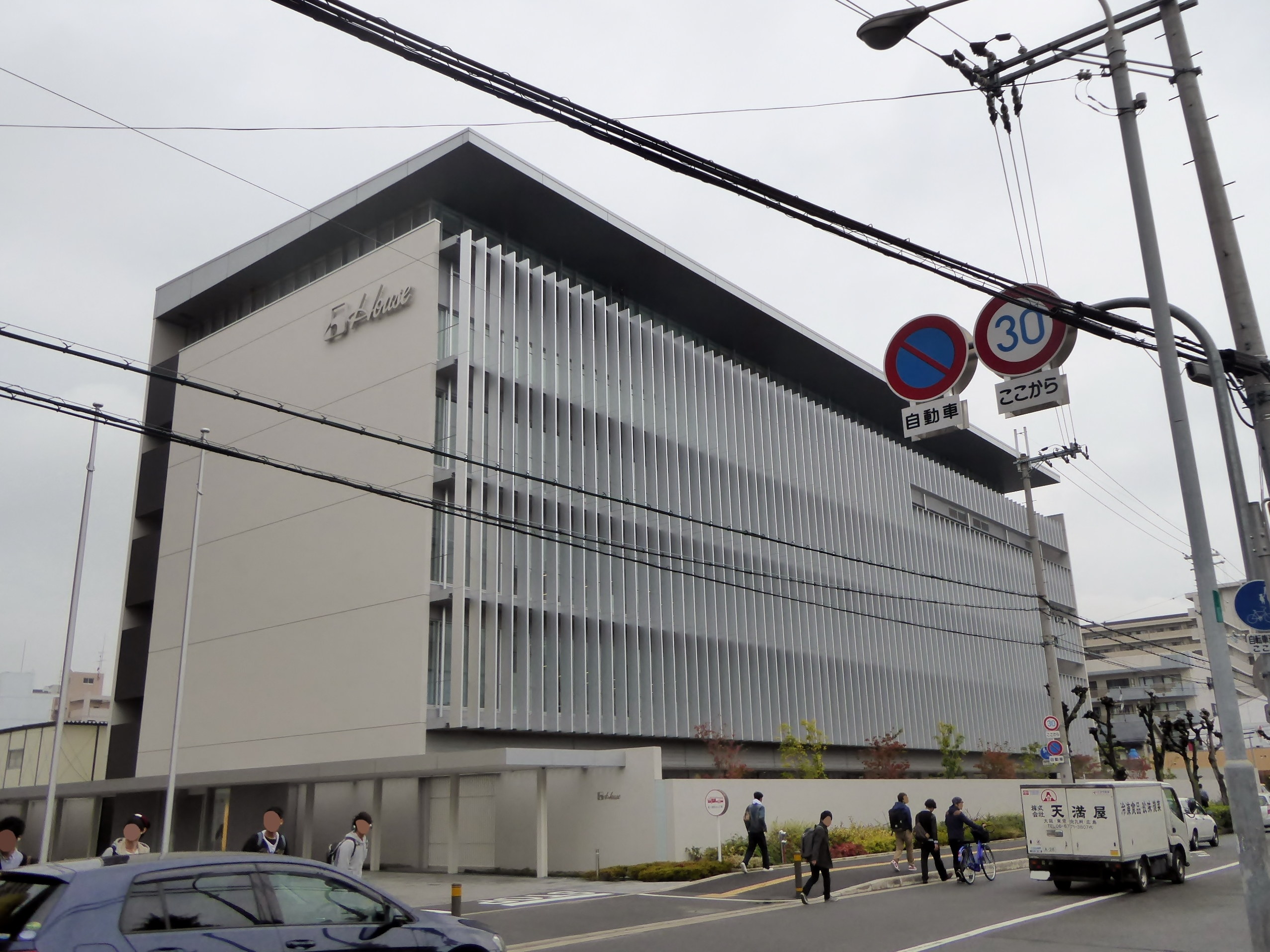
ハウス食品グループ本社・ハウス食品の大阪本店・本社
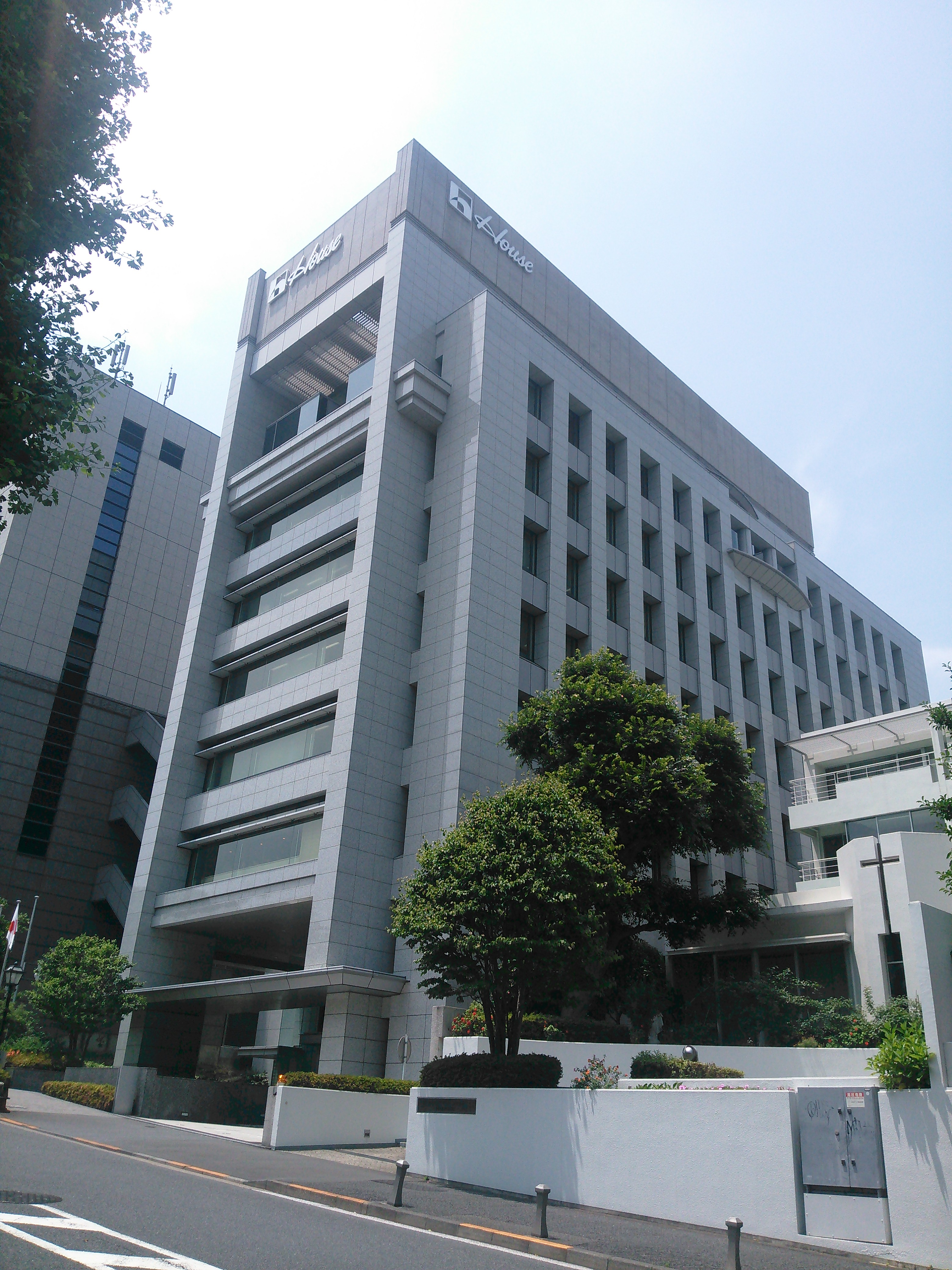
ハウス食品グループ本社・ハウス食品の東京本社

## 沿革
参照：
- 2013年（平成15年）10月1日 - 持株会社体制に移行[6][7][8]。旧商号の初代ハウス食品から、ハウス食品グループ本社株式会社に変更。

1. 香辛・調味加工食品事業を、2代目ハウス食品（旧ハウス食品分割準備）として分社化。
2. 健康食品事業を、ハウスウェルネスフーズに吸収分割。

- 2013年（平成25年）11月 - 中国法人として、ハウスレストラン管理（広州）社を設立。
- 2015年（平成27年）11月 - 台湾法人として、台湾ハウス食品社を設立。
- 2015年（平成27年）12月8日 - 大手カレーチェーンの壱番屋に対する株式公開買付（TOB）が成立[9]、同社株式の持株比率を19.5％から51.0％に引き上げ[10][11]。
- 2016年（平成28年）4月1日 - 連結子会社のヴォークス・トレーディングが、同じく連結子会社の堀江大和屋を吸収合併[12]。
- 2016年（平成28年）5月 - 中国事業の中間持株会社の好侍食品（中国）投資有限公司が、浙江好侍食品有限公司を設立[13][14]。
- 2016年（平成28年）6月30日 - 大手香辛料メーカーのギャバンに対するTOBが成立[15]、同社の全株式[注 1]を取得[16][17]。
- 2017年（平成29年）3月 - 連結子会社の壱番屋が英国法人として、Ichibanya UK Limtiedを設立[18]。
- 2017年（平成29年）8月 - でんぷん麺メーカーのマロニーの全株式を取得[19][20]。
- 2017年（平成29年）10月13日 - 連結子会社のハイネットの清算結了[21]。
- 2018年（平成30年）12月 - 中国法人のハウスレストラン管理（広州）社の清算結了。
- 2019年（平成31年）4月1日 - ライバルの味の素、カゴメ、日清オイリオグループ、日清フーズ（現：日清製粉ウェルナ）と物流事業を統合[22][23]。

1. 2代目F-LINE（旧味の素物流）がハウス物流サービスの（一部を除く）貨物運送事業、初代F-LINE[注 2]、カゴメ物流サービスを吸収。
2. 2代目F-LINEは味の素、ハウス食品グループ本社、カゴメ、日清フーズ、日清オイリオグループの共同経営体制に移行。

- 2019年（令和元年）5月13日 - 豆腐メーカーのやまみと資本業務提携[24]。
- 2019年（令和元年）11月 - 中国法人のハウスレストラン管理（北京）社の清算結了。
- 2020年（令和2年）4月2日 - 連結子会社の壱番屋が米国法人として、Ichibanya International USA, Inc.を設立[25]。
- 2020年（令和2年）12月29日 - 連結子会社の壱番屋が、北海道旭川市を基盤とするジンギスカンチェーンの大黒商事の全株式を取得[26]。
- 2022年（令和4年）4月 - 東証の市場区分見直しに伴い、プライム市場に移行。
- 2022年（令和4年）4月 - 東南アジア一部事業の中間持株会社として、House Foods Group Asia Pacific Co., Ltd.を設立。
- 2022年（令和4年）9月30日 - 米国事業の中間持株会社のHouse Foods Holding USA Inc.が、植物由来食品メーカーのKeystone Natural Holdings, LLCの全持分を取得[27]。
- 2022年（令和4年）10月3日 - グループの新規事業の実証子会社として、パッチワークキルトを設立[28]。
- 2022年（令和4年）11月 - PT Sasa Inti[注 3]と共同で、家庭用カレールウメーカーのPT Sasa Housefoods Indonesiaを設立[29]。
- 2022年（令和4年）12月 - 韓国法人の韓国カレーハウス社の清算結了。
- 2023年（令和5年）3月28日 - 連結子会社の壱番屋が、京都府と大阪府でつけ麺専門店を展開する竹井の全株式を取得[30]。
- 2023年（令和5年）12月28日 - 連結子会社の壱番屋が、福岡市でもつ鍋専門店を展開するLFD JAPANの全株式を取得[31]。
- 2024年（令和6年）7月 - 福島市に製造子会社として、ハウス食品グループ東北工場を設立。これに併せ、福島市内で同名の新工場の建設工事が着工[32]。
- 2025年（令和7年）1月 - 連結子会社の壱番屋が、大阪府を中心にラーメン店を展開するKOZOUを買収[33]。

## グループ会社
参照：

### 食品事業
【日本】
- ハウス食品株式会社（ハウス食品グループ本社 100.0%）- 大手食品メーカー（バーモントカレー、ジャワカレー、こくまろカレー等）

| - サンハウス食品株式会社（ハウス食品 100.0%）- レトルト食品（ククレカレー等）、デザートベース（フルーチェ）等のメーカー - サンサプライ株式会社（サンハウス食品 100.0%）- 食肉加工品の製造 |  | - ハウスあいファクトリー株式会社（ハウス食品 100.0%）- 香辛料製品の製造（特例子会社） - 朝岡スパイス株式会社（ハウス食品 100.0%）- 香辛料製品の販売 |

| - ハウスウェルネスフーズ株式会社（ハウス食品グループ本社 100.0%）- 健康食品メーカー（C1000、ウコンの力、メガシャキ等） - ハウスギャバン株式会社（ハウス食品グループ本社 100.0%）- 業務用食品メーカー（GABANブランド等） - マロニー株式会社（ハウス食品グループ本社 100.0%）- でんぷん製品メーカー |  | - ハウス食品グループ東北工場株式会社（ハウス食品グループ本社 100.0%）- レトルト食品、ペースト調味料等の製造 - サンヨー缶詰株式会社（ハウス食品グループ本社 31.0%）- 缶詰製品メーカー - 株式会社デリカシェフ（ハウス食品グループ本社 100.0%）- セブン-イレブン向け食品（惣菜、焼成パン、デザート）メーカー |

【北米・欧州】
- House Foods Holding USA Inc.（「HFU」、ハウス食品グループ本社 100.0%）- 米国事業を統括する中間持株会社

| - House Foods America Corporation（HFU 100.0%）- 米国の大豆関連製品メーカー - El Burrito Mexican Food Products Corporation（HFU 100.0％）- 米国の大豆関連製品メーカー - House BEANatura GmbH（HFU 100.0％）- ドイツを中心としたPFB製品の販売 |  | - Keystone Natural Holdings, LLC（HFU 100.0%）- プラントベースフード（PBF）事業の統括 - Nature Soy, LLC（Keystone 100.0％）- 米国のPBFメーカー - Superior Natural ULC（Keystone 100.0%）- カナダのPFBメーカー |

【東アジア】
- 好侍食品（中国）投資有限公司（ハウス食品グループ本社 100.0%）- 中国事業を統括する中間持株会社

| - 上海好侍食品有限公司（好侍食品（中国）100.0％）- 上海市で香辛調味食品の製造 - 浙江好侍食品有限公司（好侍食品（中国）100.0％）- 香辛調味食品の製造 |  | - 大連好侍食品有限公司（好侍食品（中国）74.5％、ハウス食品グループ本社 25.5%）- 大連市の食品メーカー |

- 台灣好侍食品股份有限公司（ハウス食品グループ本社 100.0%）- 台湾でのハウス食品グループの輸入販売

【東南アジア】
| - House Foods Vietnam Co., Ltd.（ハウス食品グループ本社 100.0%）- ベトナムの加工食品メーカー - PT House Foods Indonesia（ハウス食品グループ本社 100.0%）- インドネシアでのルウ製品の製造 - Gaban Spice Manufacturing (M) SDN. BHD.（ハウス食品グループ本社 100.0%）- マレーシアを中心とした香辛料メーカー - PT Sasa Housefoods Indonesia（ハウス食品グループ本社 49.0%、PT Sasa Inti 51.0%）- インドネシアを中心とした香辛調味食品の販売 |  | - House Foods Group Asia Pacific Co.,Ltd. （ハウス食品グループ本社 100.0%）- 機能性飲料事業を統括する中間持株会社 - House Osotspa Foods Co., Ltd.（HF-APAC 60.0%、Osotspa PCL 40.0%）- タイの加工食品・飲料メーカー - PT House And Vox Indonesia（ハウス食品グループ本社 97.0%、ヴォークス・トレーディング 3.0%）- 香辛調味食品の販売、香辛料の輸入販売 |

### 外食事業
- 株式会社壱番屋【東証プライム/名証プレミア・7630】（ハウス食品グループ本社 51.0%）- 大手カレーチェーン「カレーハウスCoCo壱番屋」の展開[34]

| - 株式会社大黒商事（壱番屋 100.0%）- ジンギスカンチェーン「旭川成吉思汗 大黒屋」の展開 - 株式会社竹井（壱番屋 100.0%）- つけ麺専門店「麺屋たけ井」の展開 - 株式会社LFD JAPAN（壱番屋 100.0%）- もつ鍋専門店「博多もつ鍋 前田」の展開 |  | - 株式会社ITEカンパニー（壱番屋 100.0%）- ジンギスカンチェーンの展開 - 株式会社KOZOU（壱番屋 100.0%）- ラーメン専門店「らーめん小僧」等の展開 |

【北米・欧州】
| - Ichibanya USA, Inc.（壱番屋 80.0%、ハウス食品グループ 20.0%）- 米国での「カレーハウスCoCo壱番屋」の展開 |  | - Ichibanya International USA, Inc.（壱番屋 100.0%）- 米国の店舗運営指導、貿易業務 - Ichibanya UK Limited（壱番屋 100.0%）- 英国での「カレーハウスCoCo壱番屋」の展開 |

【東アジア】
| - 壹番屋餐飲管理（中国）有限公司（壱番屋 100.0%）- 中国での「カレーハウスCoCo壱番屋」の展開 - 壹番屋香港有限公司（壱番屋 80.0%、ハウス食品グループ本社 20.0%）- 香港での「カレーハウスCoCo壱番屋」の展開 |  | - 台灣壹番屋股份有限公司（壱番屋 80.0%、台東興業股份有限公司 20.0%）- 台湾での「カレーハウスCoCo壱番屋」の展開 - 壹番屋国際香港股份有限公司（壱番屋 100.0%）- 香港の店舗運営指導、貿易業務 |

【東南アジア】
| - Ichibanya Midwest Asia Co., Ltd.（壱番屋 37.0%、ハウス食品グループ本社 5.0%）- タイでの「カレーハウスCoCo壱番屋」の展開 |  | - Ichibanya India Pvt. Ltd.（壱番屋 40.0%、三井物産 60.0%）- インドでの「カレーハウスCoCo壱番屋」の展開 |

### 食品関連事業
【商社】
- 株式会社ヴォークス・トレーディング（ハウス食品グループ本社 86.3%）- 食品商社

| - VOX TRADING USA Corporation（ヴォークス・トレーディング 100.0%）- 米国の食品商社 - VOX TRADING (Australia) Pty Ltd（ヴォークス・トレーディング 100.0%）- オーストラリアの食品商社 - PT. Java Agritech（ヴォークス・トレーディング 64.6%、ハウス食品グループ本社 27.2%）- インドネシアでの農場経営等 - VOX Kuala Lumpur Sdn. Bhd.（ヴォークス・トレーディング 100.0%）- マレーシアの食品商社 |  | - Blue Robins Inc.（ヴォークス・トレーディング 100.0%）- 米国の食品商社 - VOX TRADING (Thailand) Co.,Ltd.（ヴォークス・トレーディング 49.0%）- タイの食品商社 - Tim Food Co., Ltd.（ヴォークス・トレーディング 85.6%）- タイの加工食品メーカー - 大連博昌貿易有限公司（ヴォークス・トレーディング 100.0%）- 大連市の食品商社 |

【3PL】
| - ハウス物流サービス株式会社（ハウス食品グループ本社 100.0%）- 運送業、倉庫業 |  | - F-LINE株式会社（味の素、カゴメ、日清製粉ウェルナ、日清オイリオグループとの共同出資）- 物流業 |

【分析サービス】
- 株式会社ハウス食品分析テクノサービス（ハウス食品グループ本社 100.0%）- 食品の安全・衛生に関する分析サービス

## テレビ番組
- 日経スペシャル カンブリア宮殿 日本の"カレー文化"創った100年企業 家庭で愛される強さの秘密（2013年10月10日、テレビ東京）[35]